# Calamar (Bolívar)
Pour les articles homonymes, voir Calamar.
Calamar est une municipalité située dans le département de Bolívar, en Colombie.